# Cryptopygus novazealandia
Cryptopygus novazealandia är en urinsektsart som först beskrevs av John Tenison Salmon 1941.  Cryptopygus novazealandia ingår i släktet Cryptopygus och familjen Isotomidae. Inga underarter finns listade i Catalogue of Life.